# Asyl-, Migrations- und Integrationsfonds
Der Asyl-, Migrations- und Integrationsfonds (AMIF) ist das wichtigste Finanzierungsinstrument der Europäischen Union im Bereich der gemeinsamen Asyl-, Migrations- und Integrationspolitik. Er wurde erstmals im April 2014 für den Zeitraum von 2014 bis 2020 eingesetzt und ersetzte dabei den Europäischen Flüchtlingsfonds, den Europäischen Integrationsfonds und den Europäischen Rückkehrfonds. Das gleichnamige Nachfolgeprogramm deckt auch im EU-Haushalt 2021 bis 2027 die gemeinsamen Förderbereiche ab.
Zuwendungsempfänger können sein: Eingetragene juristische Personen des Privatrechts oder des öffentlichen Rechts und internationale Organisationen.

## Schwerpunkte
Der Fonds hat aktuell vier Schwerpunkte, welche als spezifische Ziele bezeichnet werden:
- Spezifisches Ziel 1: Gemeinsames Europäisches Asylsystem (Maßnahmen zur Steigerung der Nationalen Standards der Aufnahmebedingungen und Wirksamkeit des Asylverfahrens)
- Spezifisches Ziel 2: Integration von Drittstaatsangehörigen und legale Migration (Ergänzung der bestehenden strukturellen Handlungsinstrumente der Integrationspolitik)
- Spezifisches Ziel 3: Bekämpfung irregulärer Migration bzw. effektive Rückkehr und Rückübernahme (Förderung freiwilliger Rückkehr sowie sozialer und wirtschaftlicher Reintegration in den Herkunftsstaaten)
- Spezifisches Ziel 4: Solidarität und Aufteilung der Verantwortung zwischen den Mitgliedstaaten (Maßnahmen im Bereich der Stärkung der innereuropäischen Solidarität sowie in den Bereichen Neuansiedlung oder humanitäre Aufnahme)

## Vorläufer des AMIF
Bis 2014 förderte die EU migrationspolitische Projekte in den Mitgliedstaaten mittels vier Einzelfonds. Dazu zählten das Programm Solidarität und Steuerung der Migrationsströme (SOLID) (2007–2013):, der Europäische Flüchtlingsfonds (EFF) (2008-2013), der Europäische Integrationsfonds (EIF) (2007-2013), der Europäische Rückkehrfonds (RF) (2008-2013) und der Europäische Außengrenzenfonds (AGF bzw. ISF) (2014-2020).

## AMIF-Förderperiode 2014 bis 2020
Der Etat des ursprünglichen Asyl-, Migrations- und Integrationsfonds war für den auf sieben Jahre umfassenden Förderzeitraum von 2014 bis 2020 auf 3,1 Milliarden Euro angelegt. Von den Mitteln, die die Mitgliedsstaaten daraus erhielten, waren mindestens 20 % für Maßnahmen für die Integration von Migranten und für die Förderung der legalen Einwanderung aufzuwenden.

## AMIF-Förderperiode 2021 bis 2027
Die Neuauflage des AMIF deckt von 2021 bis 2027 ebenfalls die Förderung von Maßnahmen in den Bereichen Asyl, Integration und Rückkehr ab. Projekte können auf maximal 36 Monate angelegt sein und müssen Maßnahmen anbieten, auf welche ansonsten kein Rechtsanspruch besteht. Grundsätzlich fördert der AMIF nur anteilig, wobei Möglichkeiten bestehen, den Eigenanteil des Projekts durch Eigen- oder Drittmittel zu finanzieren. Förderfähige Projektkosten sind beispielsweise das eingestellte Personal, Ausrüstungsgegenstände oder Mieten.
Der Etat der Förderperiode 2021 bis 2027 wurde auf ein Gesamtbudget von 9,882 Mrd. Euro aufgestockt. Projekte, welche Fördergelder in Anspruch nehmen möchten, müssen ihren Antrag auf eins der vier spezifischen Ziele stützen. Die Ziele sind:
- Stärkung und Entwicklung des Gemeinsamen Europäischen Asylsystems

- Legale Migration und Förderung der wirksamen Integration von Nicht-EU-Bürgern
- Bekämpfung irregulärer Migration und Förderung effektiver Rückkehr und Rückübernahme
- Solidarität durch Stärkung der Zusammenarbeit und Aufteilung der Verantwortung zwischen den EU-Mitgliedsstaaten

Zu förderfähigen Projekten zählen beispielsweise:
- Projekte zur Betreuung von besonders schutzbedürftigen Personen bei Ankunft bzw. während des Asylverfahrens (Ziel 1),
- Projekte zur Verbesserung von Integrationsstrukturen vor Ort oder im Herkunftsstaat (Vor-Integration) (Ziel 2),
- Projekte zur Förderung der freiwilligen Rückkehr in den Herkunftsstaat (Ziel 3),
- Projekte zur Unterstützung von besonderen europäischen oder nationalen Aufnahmeprogrammen (Ziel 4)

## Der Asyl-, Migrations- und Integrationsfonds in Deutschland 2021 – 2027
Für Deutschland stehen rund 1,5 Mrd. Euro für Projektfinanzierung zur Verfügung. Das Bundesamt für Migration und Flüchtlinge (BAMF) verwaltet diese Mittel im Auftrag des Bundesministeriums des Innern und für Heimat. Fünf Bewilligungszentren des BAMF beraten interessierte Träger zu den Fördermöglichkeiten und Fördervoraussetzungen.
Die Förderung richtet sich an juristische Personen des Privatrechts sowie des öffentlichen Rechts und internationale Organisationen. Die Projekte können durch die Antragstellenden allein oder in Kooperationspartnerschaften durchgeführt werden. Der Förderaufruf und alle wesentlichen Rechtsgrundlagen und Hinweise für die gesamte Förderperiode 2021–2027 sind auf der Homepage des BAMF veröffentlicht.